# Skegness
Skegness est une station balnéaire du district d'East Lindsey dans le Lincolnshire, en Angleterre. Elle se trouve sur la côte de la mer du Nord à 69 km à l'est de la ville de Lincoln. Au recensement de 2001, sa population comptait 18 910 habitants et au recensement de 2021, elle comptait 21 128 habitants. Son aire urbaine s'étend aux stations balnéaires d'Ingoldmells et Chapel St Leonards, plus au nord.

## Toponymie
Le nom de Skegness est attesté à partir du XIIe siècle. Il signifie en vieux norrois « cap en forme de barbe » ou bien « cap de Skeggi », Skeggi serait alors un homme dont le nom signifie « homme barbu ».

## Histoire

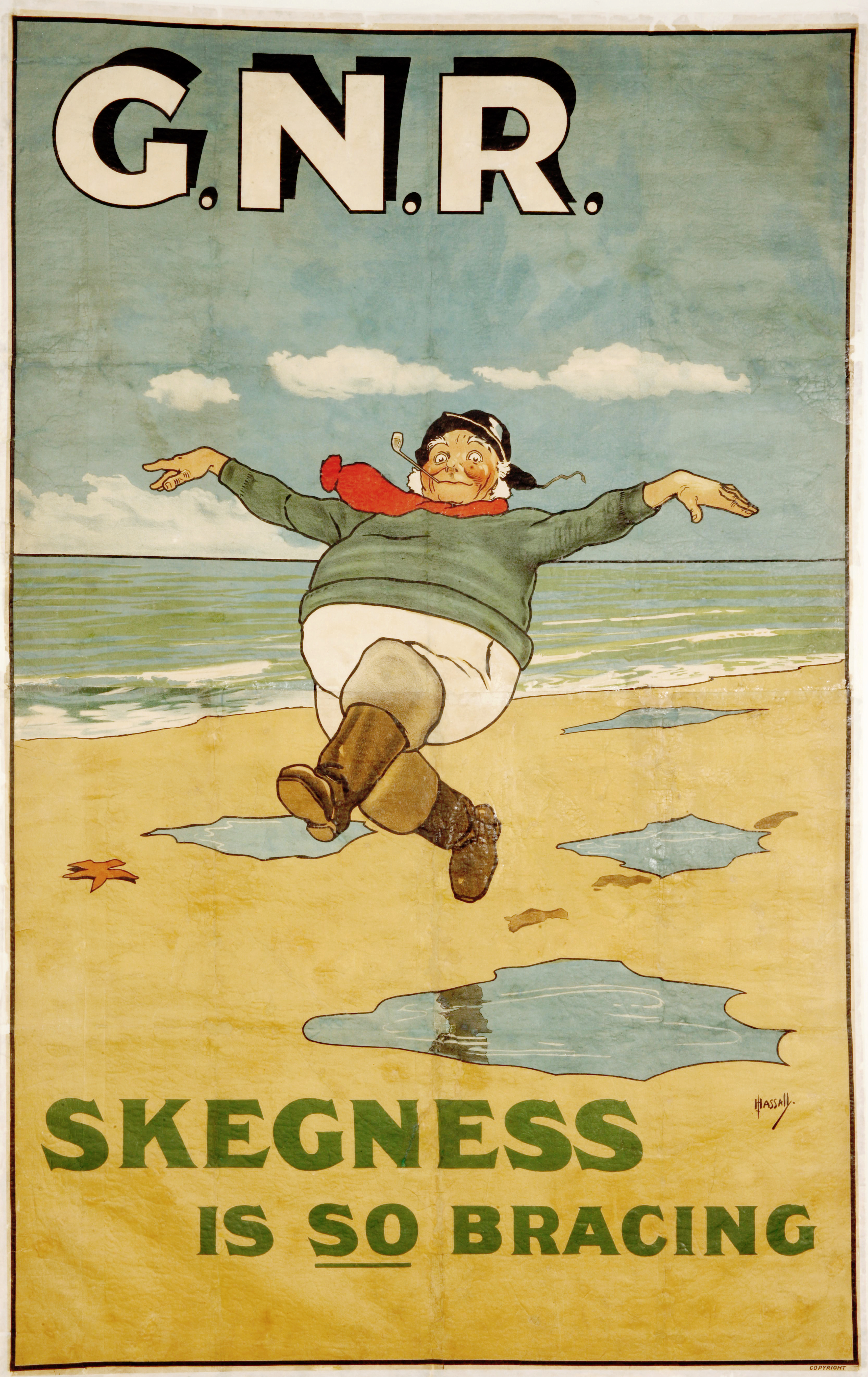
Skegness est tellement vivifiant. The Jolly Fisherman, publicité de John Hassall en 1908.

Longtemps resté un village consacré à l'agriculture et à la pêche, Skegness commence à la fin du XVIIIe siècle et au début du XIXe siècle à attirer des vacanciers membres de la gentry du Lincolnshire, dont le poète Alfred Tennyson. Le village se développe vraiment à partir de l'arrivée du chemin de fer en 1873. La hausse des salaires permet d'ouvrir le tourisme aux familles d'ouvriers de Nottingham, Derby ou Leicester, qui s'y rendent pour une journée.
Le principal propriétaire terrien, Richard Lumley, 9e comte de Scarborough, investit dans la construction d'un station balnéaire. La jetée (en) est inaugurée en 1881. Le début du XXe siècle marque l'âge d'or du tourisme de masse à Skegness. En 1913, la ville accueille 750 000 visiteurs. Le déclin relatif viendra dans les années 1970, avec la démocratisation du voyage à forfait en dehors du Royaume-Uni qui fait concurrence aux destinations intérieures comme Skegness.

## Économie
L'économie de Skegness continue de reposer sur le tourisme intérieur. De 2017 à 2019, elle a accueilli plus de 600 000 résidents britanniques, la plaçant au 8e rang des villes d'Angleterre.

## Personnalités
- Ray Clemence (1948-2020), footballeur anglais.
- Graham Bonnet (1947-), chanteur.

## Galerie

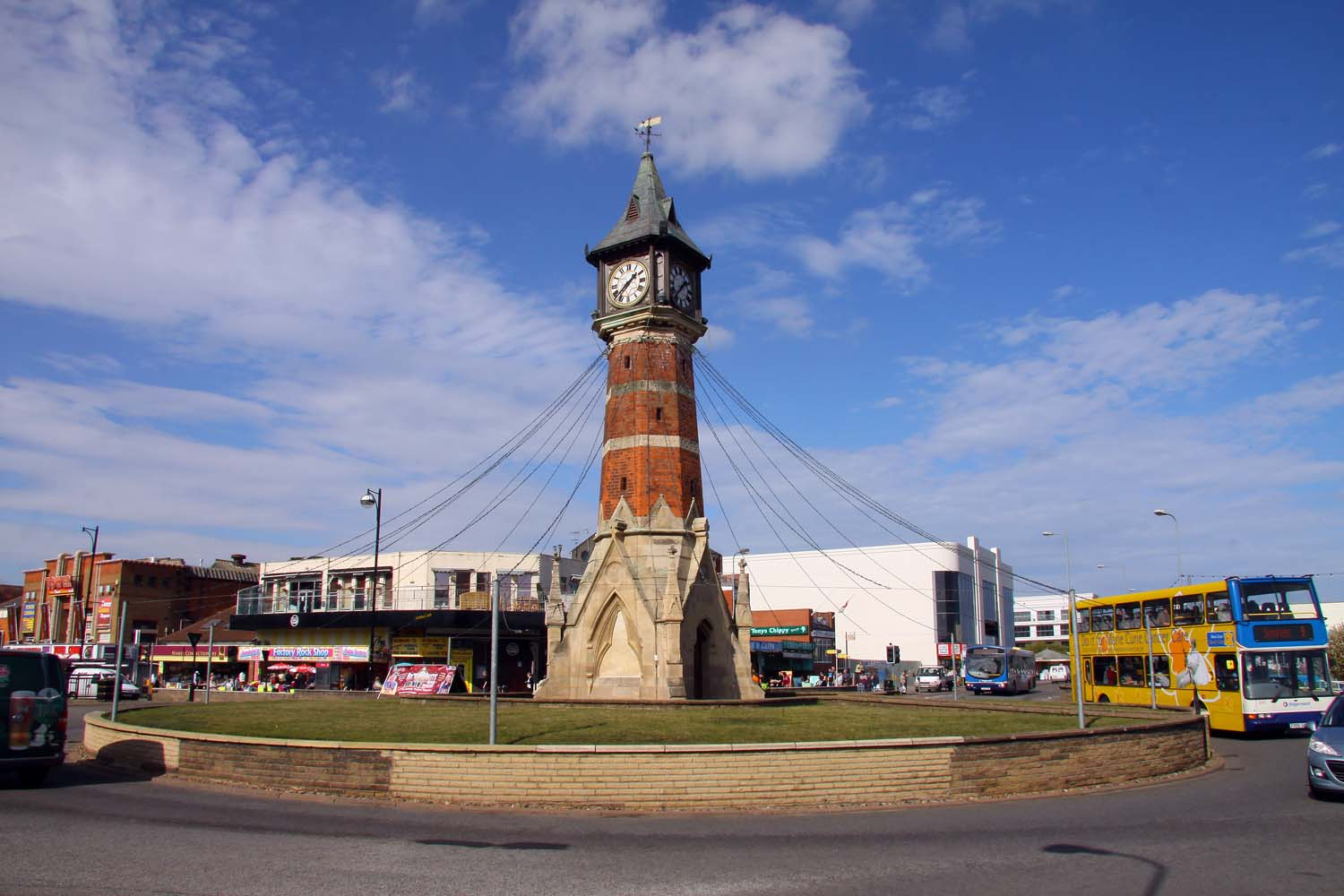
Tour de l'Horloge.
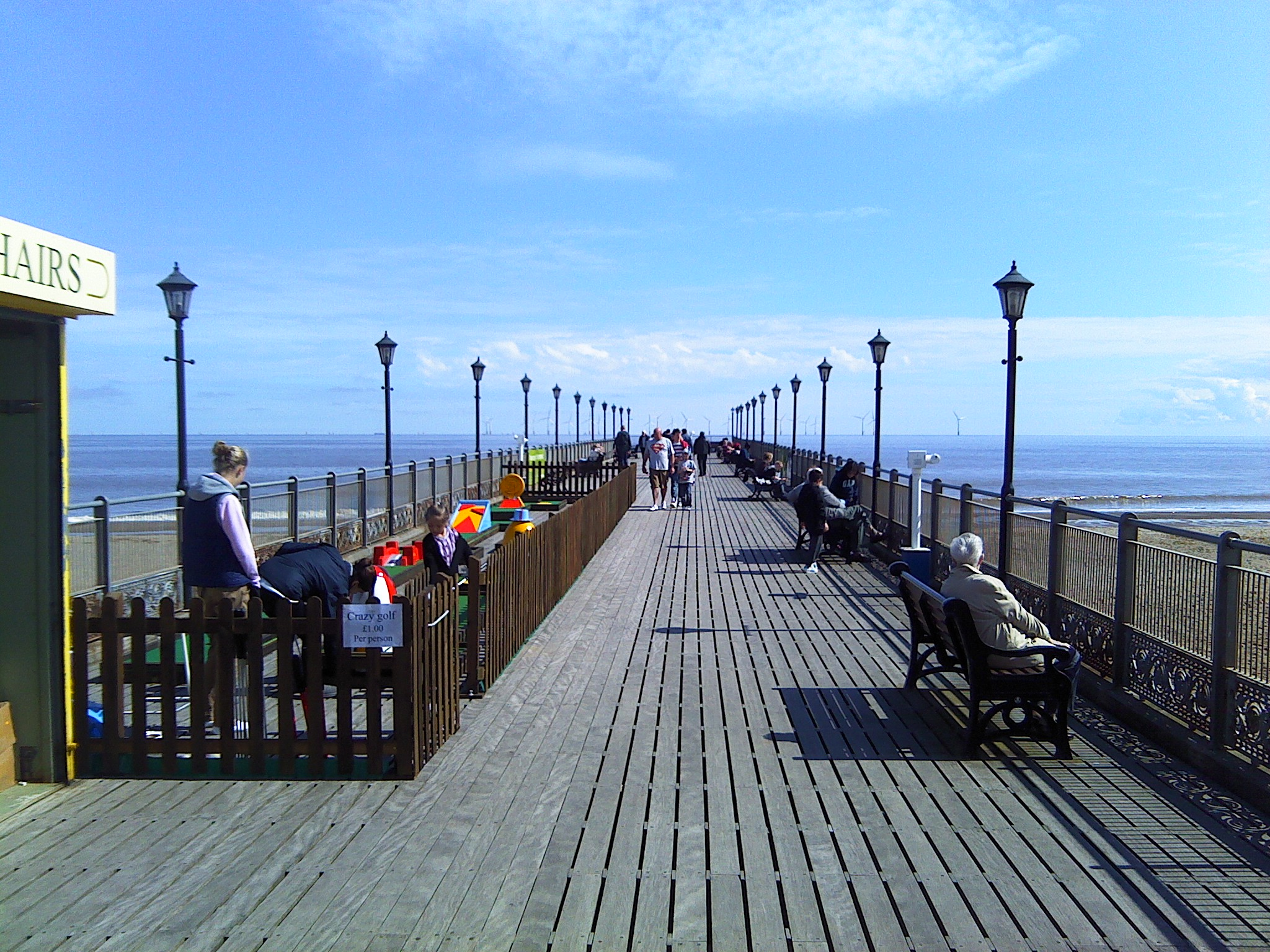
Jetée.
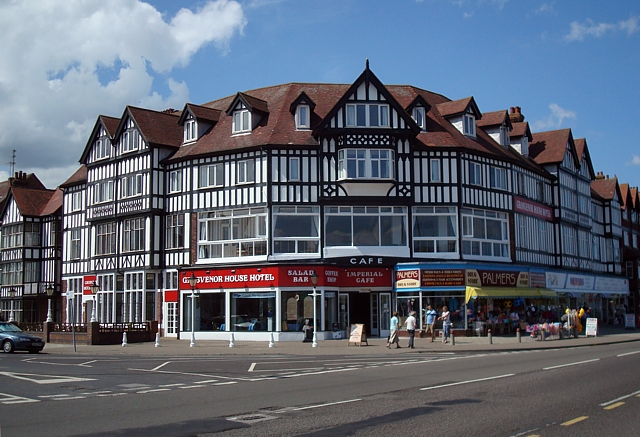
Hôtel Grosvenor House.
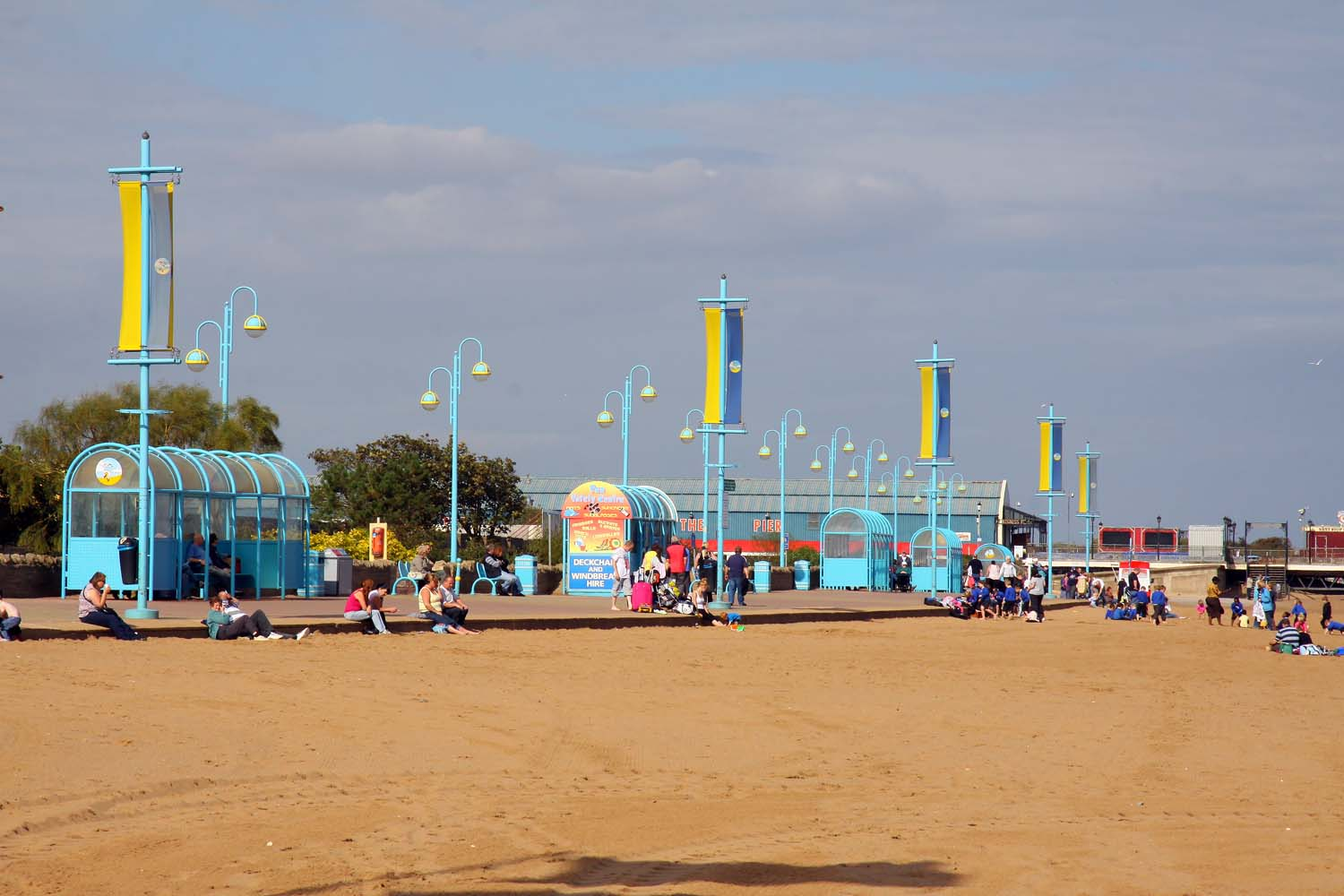
Plage.